# Fear Itself (TV-serie)
Fear Itself är en amerikansk skräckserie från 2008 i tretton avsnitt, skapad av Mick Garris, som har sänts på TV6 i Sverige.
Öppningslåten  heter "Lie Lie Lie" av System of a Down-sångaren Serj Tankian och finns med på hans album "Elect the Dead". 
Titeln kommer från citatet "The only thing we have to fear is fear itself." av Franklin D. Roosevelt.